# Železniční trať Bzenec – Moravský Písek
Železniční trať Bzenec – Moravský Písek (v jízdním řádu pro cestující označená číslem 342) je jednokolejná neelektrizovaná celostátní trať o délce 4,2 km, propojující Vlárskou dráhu s hlavní tratí Přerov–Břeclav. Provoz na trati byl zahájen 20. července 1884. Dne 13. května 1938 byla vybudována nová kolej.

## Navazující tratě

### Bzenec
- Trať 340 Brno hl. n. – Odbočka Brno-Černovice – Blažovice – Nemotice – Kyjov – Bzenec – Veselí nad Moravou – Odbočka Olšavská – Kunovice

### Moravský Písek
- Trať 330 Břeclav – Hodonín – Rohatec – Moravský Písek – Staré Město u Uherského Hradiště – Otrokovice – Hulín – Přerov

## Stanice a zastávky

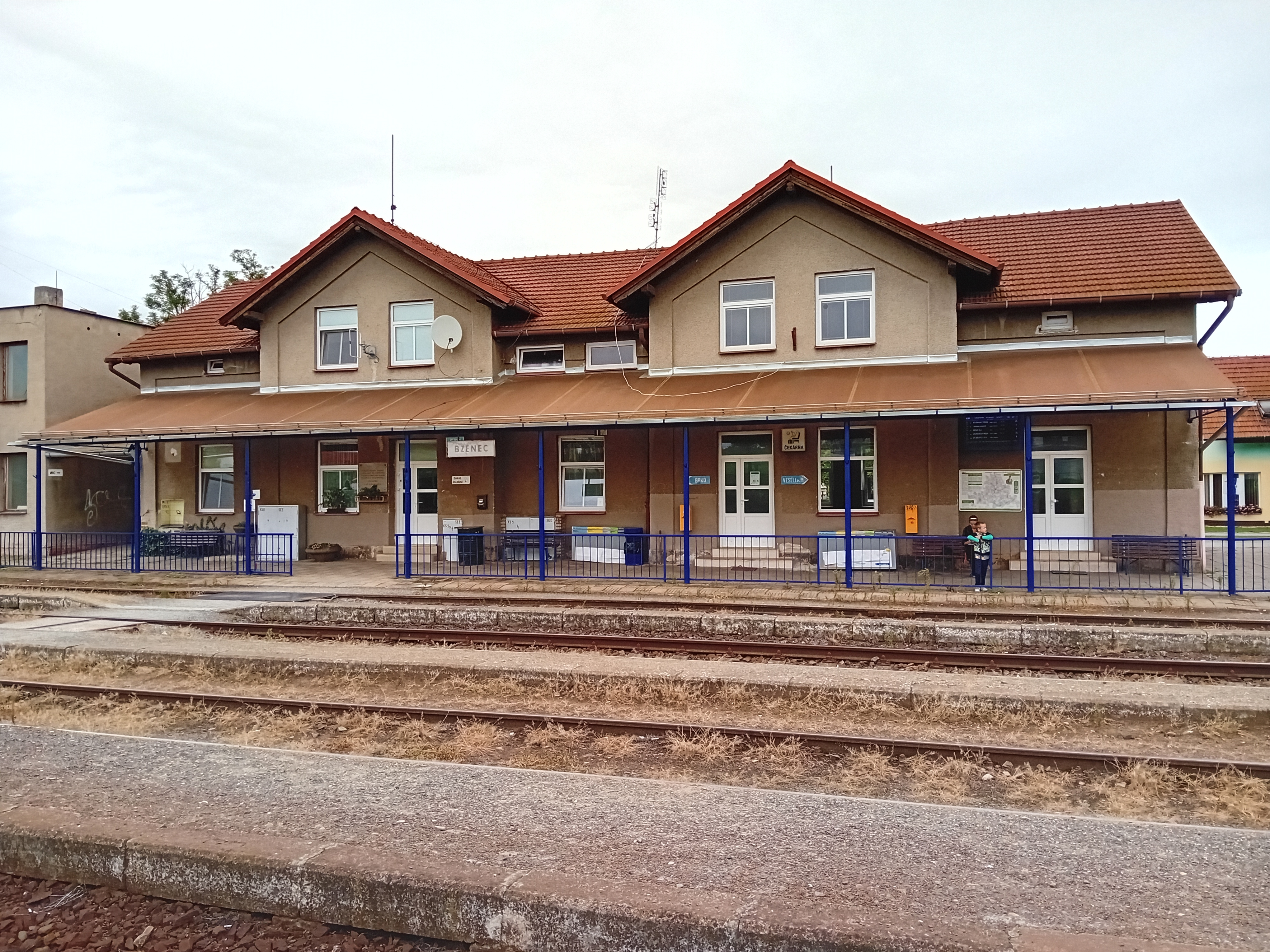
Bzenec
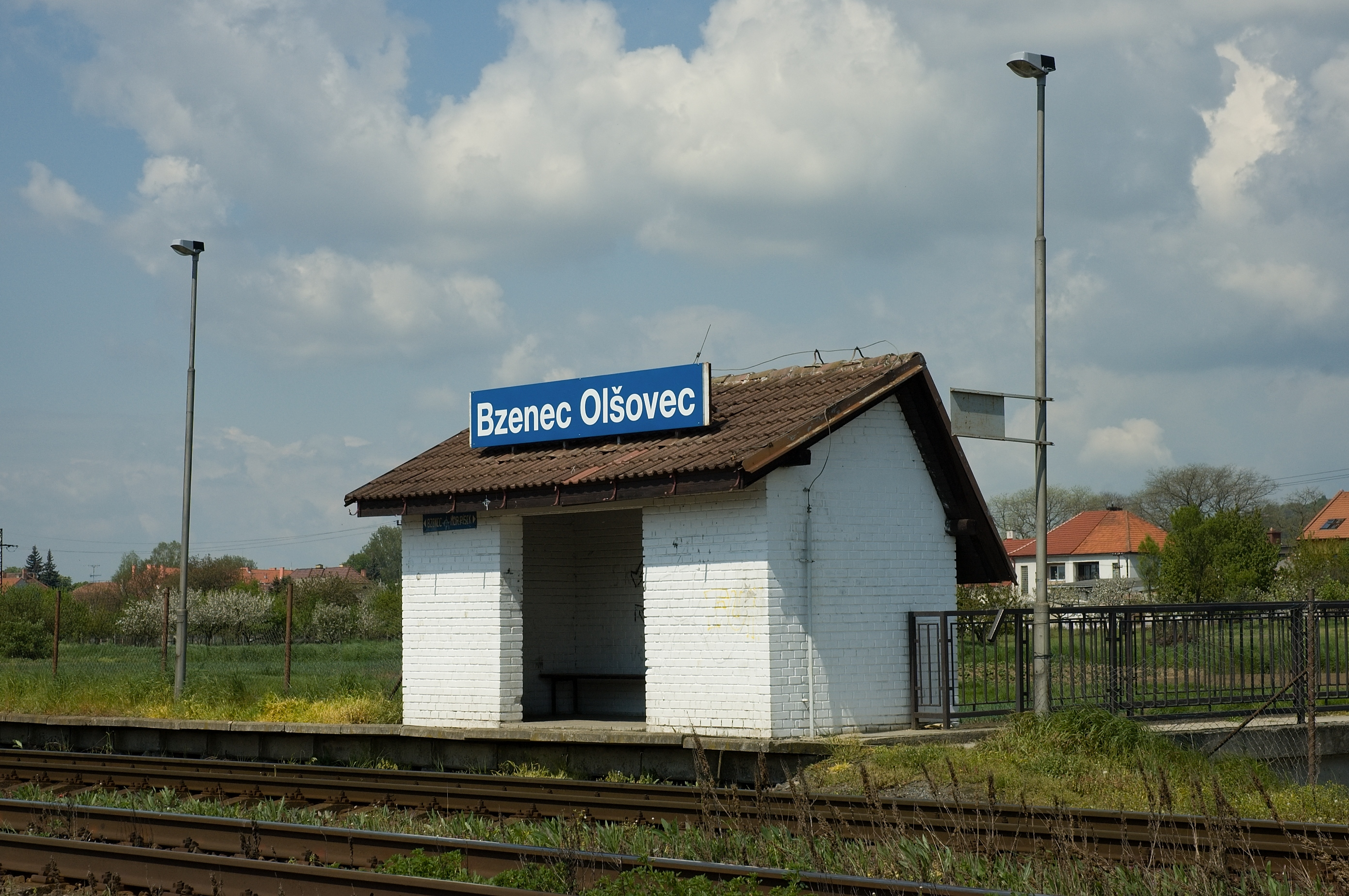
Bzenec-Olšovec
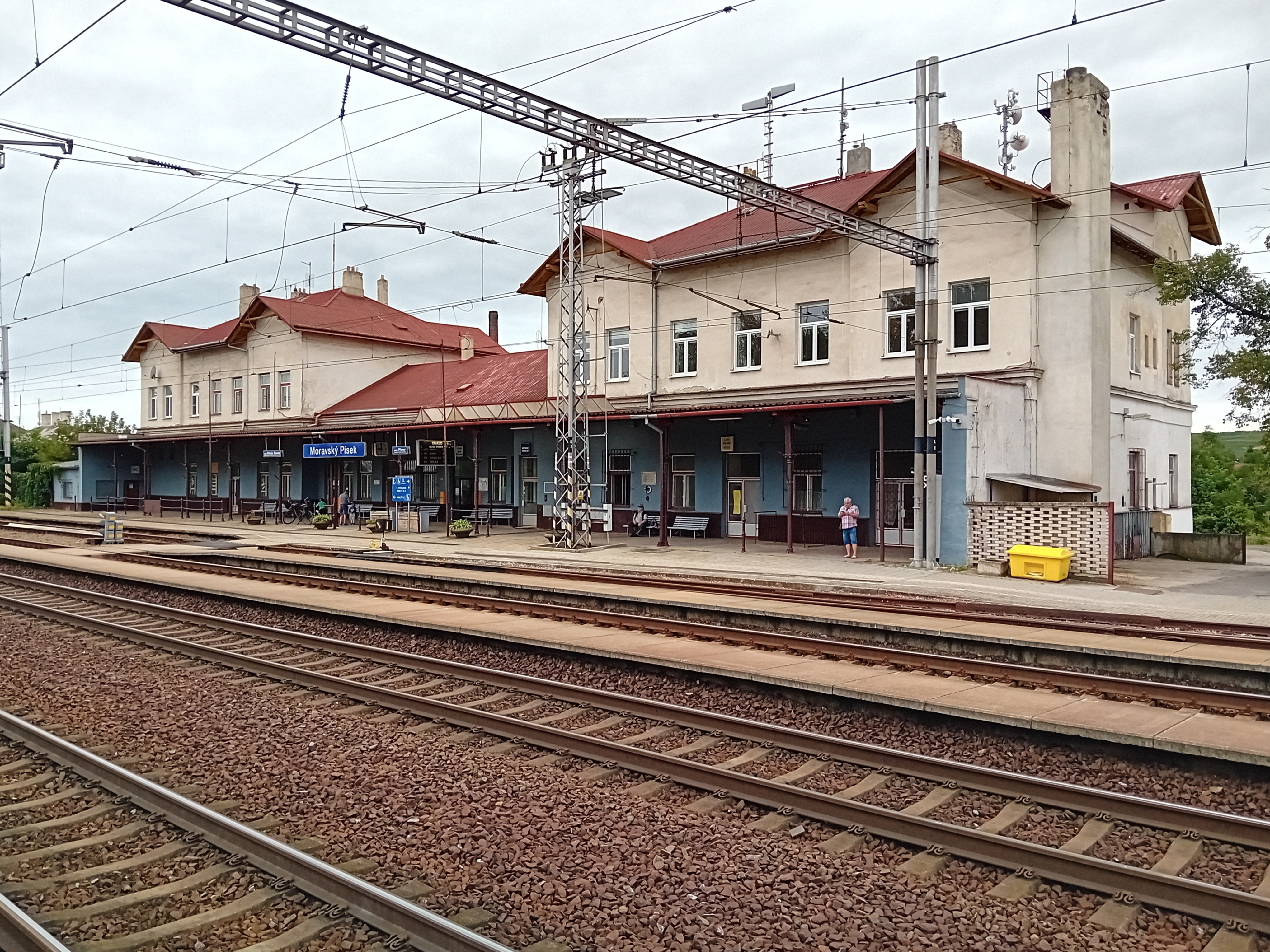
Moravský Písek